# 음표

음표

음표(音標; 문화어: 소리표; note)는 음악에서 소리를 내는 것을 표기하는 기호다.

## 종류

### 기본음표
- 8온음표 (Maxima note)
- 4온음표 (Longa note)
- 겹온음표 (Double whole note, breve)
- 온음표 (Whole note, semibreve)
- 2분음표 (Half note, minim)
- 4분음표 (Quarter note, crotchet)
- 8분음표 (8th note, quaver)
- 16분음표 (16th note, semiquaver)
- 32분음표 (32nd note, demisemiquaver)
- 64분음표 (64th note, hemidemisemiquaver)
- 128분음표 (128th note, quesihemidemisemiquaver)
- 256분음표 (256th note, demisemihemidemisemiquaver)

### 꾸밈음
- 짧은앞꾸밈음
- 긴앞꾸밈음
- 겹앞꾸밈음
- 뒤꾸밈음
- 위잔결꾸밈음 (upper mordent)
- 아래잔결꾸밈음 (lower mordent)
- 떤꾸밈음 (trill)
- 돈꾸밈음 (turn)

## 같이 보기
- 스타카토 (staccato)
- 메조 스타카토 (mezzo staccato)
- 스타카티시모 (staccatissimo)
- 악센트 (accent)
- 테누토 (tenuto)
- 잇단음표
- 쉼표
- 붙임줄
- 이음줄
- 임시표
- 조표
- 악상
- 빠르기말
- 오토시베 (音標): 홋카이도 에사시군 에사시정에 위치한 지명